# غريغوريوس عبد الجليل

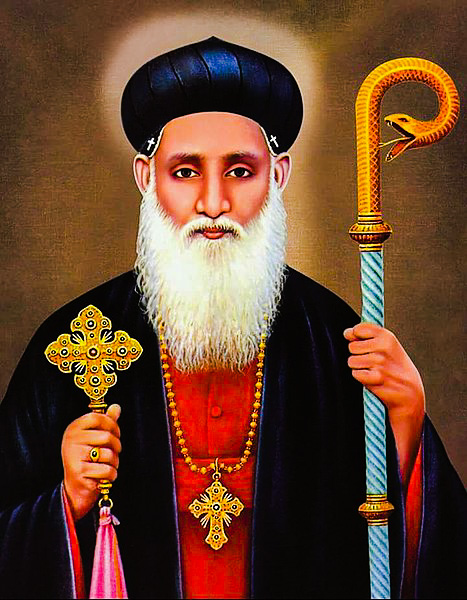
مار غريغوريوس عبد الجليل

مار غريغوريوس عبد الجليل (تُوفي 27 أبريل 1681) هو مطران آشوري سرياني أرثوذكسي على أورشليم من عام 1664 حتى وفاته عام 1681. يُحتفل بذكراه لبعثته التي قام بها إلى الهند عام 1665، والتي أقام فيها روابط ما بين كنيسة مالانكارا والكنيسة السريانية الأرثوذكسية. تعدّه كنيسته قديساً تكريماً لما قام به.
ولِدَ عبد الجليل في مدينة الموصل، رسَّمه البطريرك شمعون مطراناً لأبرشية أمد (ديار بكر) في تركيا عام 1654 باسم تيموثاوس خلفاً لمطرانها المتوفي عيسى نويّز. وبعد أن رعاها عشرة سنوات نُقِلَ إلى كرسي الأورشليمي. وأوفده البطريرك عبد المسيح الأول (1662-1686) في عام 1665 إلى ملبار في الهند، قاصداً رسولياً وتولى إدارة الكنيسة، مقيماً في كيرالا. توفي في أبريل عام 1671 ودُفنَ في بيعة برور، حيث يحتفل بذكراه السنوية. وفي رسالة أنفذها سنة 1727 توما الرابع مطران ملبار إلى بطريرك انطاكيا ينعته بالملفان الجليل والملاح الحكيم: «أجل لقد كان عالماً وحكيماً ذا إطلاع واسع في اللغة السريانية والفقه الكنسي، تشهد له رسائله السريانية بطول الباع في هذا المضمار. وله الخط المليح في اللغتين السريانية والعربية.»

## وصلات خارجية
- منشور إعلان قداسة الطوباوي مار غريغوريوس عبد الجليل (بالعربية)
- التطوَّيب المَنْشُورٌي البَطريَركِيّ للمار غريغوريوس قديساً (بالإنجليزية)